# Stephen Emery (Politiker)
Stephen Albert Emery (* 29. April 1790 in Minot, Maine; † 18. November 1863 in Auburn, Maine) war ein US-amerikanischer Anwalt und Politiker, außerdem von 1839 bis 1840 Maine Attorney General. 

## Leben
Stephen Albert Emery wurde in Minot, Maine als Sohn von  Moses Emery (1744–1836) und Ruth Bodwell (1750–1831) geboren. Er besuchte das Bowdoin College und machte dort seinen Abschluss im Jahr 1814. Von 1814 bis 1816 arbeitete er als Lehrer, gleichzeitig studierte er Rechtswissenschaften, schloss das Studium im Jahr 1817 ab und erhielt im Jahr 1818 seine Zulassung als Anwalt.
Anschließend arbeitete er von 1819 bis 1863 in Paris als Anwalt. Von 1826 bis 1838 war er Richter am Nachlassgericht des Oxford Countys und von 1839 bis 1840 Attorney General von Maine. Richter am District Court war er von 1850 bis 1852. Emery gehörte der Demokratischen Partei an.
Stephen Emery heiratete in erster Ehe im Jahr 1815 Sarah Stowell (1792–1822). Nach ihrem Tod heiratete er in zweiter Ehe im Jahr 1825 Jannet Loring (1800–1859). Aus diesen Ehen stammen zwei Töchter; Sarah Jane (1815–1855), verheiratet mit Hannibal Hamlin der nach ihrem Tod ihre Schwester Ellen Vesta (1835–1925) heiratete, sowie zwei Söhne; George F. Emery (1817–) und Stephen Albert Emery junior (1841–1891).
Emery starb am 18. November 1863 in Auburn, Maine. Sein Grab befindet sich auf dem Oak Hill Cemetery in Auburn.